# Dicranomyia basiseta
Dicranomyia basiseta är en tvåvingeart som beskrevs av Alexander 1924. Dicranomyia basiseta ingår i släktet Dicranomyia och familjen småharkrankar. Inga underarter finns listade i Catalogue of Life.